# Филдс, Дороти
До́роти Филдс (англ. Dorothy Fields; 15 июля 1905[…], Алленхерст, Нью-Джерси — 28 марта 1974[…], Нью-Йорк, Нью-Йорк) — американский либреттист

 и поэт-песенник. Лауреат премии «Оскар» (1937) в номинации за «Лучшую музыку, песню к фильму» за песню «The Way You Look Tonight» к фильму «Время свинга» (1936), а также номинантка на премию в этой же номинации (1936) за песню «Lovely to Look At» к одноимённому фильму (1935).

## Биография и карьера

### Ранние годы
Дороти Филдс родилась 15 июля 1904 года в Алленхерсте (штат Нью-Джерси, США), а выросла в Нью-Йорке. Родители Дороти — актёр и комедиант Лью Филдс (1867—1941) и его жена Роуз Харрис. У Филдс было два старших брата — драматург Джозеф Филдс (1895—1966) и либреттист Герберт Филдс (1897—1958). В 1923 году она окончила школу Benjamin для девочек в Нью-Йорке. В школе она была успешна в области английского языка, драмы и баскетбола. Её стихи даже были опубликованы в школьном литературном журнале.
Её семья была глубоко вовлечена в шоу-бизнес. Несмотря на её естественные семейные связи с театром через своего отца, он не одобрял её выбор в области актёрского мастерства и сделал всё возможное, чтобы она не стала серьёзной актрисой. Это началось, когда он не позволил ей устроиться на работу в театр в Йонкерсе. Поэтому Дороти начала работать учителем и лаборантом, в то же время тайно отправляя работы в журналы.

### Карьера
В 1926 году Филдс встретила популярного песенного композитора Джея Фреда Кутса, который предложил, чтобы они начали писать песни вместе. Из этого взаимодействия ничего не вышло; однако, Кутс представил Филдс другому композитору Джимми МакХью. Карьера Филдс в качестве профессионального композитора началась в 1928 году, когда Джимми МакХью, который видел некоторые из её ранних работ, пригласил её предоставить некоторые тексты для него в «Чёрные дрозды 1928 года». Филдс и МакХью работали вместе до 1935 года.
Она написала более 400 песен для бродвейских мюзиклов и фильмов. Среди её самых известных произведений «The Way You Look Tonight» (1936), «A Fine Romance» (1936), «On the Sunny Side of the Street» (1930), «Don't Blame Me» (1948), «Pick Yourself Up» (1936), «I'm in the Mood for Love» (1935) и «You Couldn't Be Cuter» (1938). На протяжении всей своей карьеры она сотрудничала с различными влиятельными фигурами в американском музыкальном театре, включая Джерома Керна, Сая Коулмэна и Ирвинга Берлина. Наряду с Энн Ронелл, Даной Сьюссе, Бернис Петкер и Кей Свифт, она была одной из первых успешных песенщиков Tin Pan Alley и голливудских женщин.

### Личная жизнь и смерть
В 1924—1932 годы Дороти была замужем за доктором Джеком Вайнером. С 15 июля 1939 года и до своей смерти, Филдс была замужем за Дэвидом Эли Ламом, от которого у неё было двое детей — музыкант Дэвид Филдс Лам (род. 12.12.1940) и художница Элайза Лам Оправа.
69-летняя Филдс скончалась 28 марта 1974 года от сердечного приступа в Нью-Йорке.